# Chahrazed Helal
Chahrazed Helal (arabe : شهرزاد هلال), née Chahrazed Abouda en 1976, est une chanteuse tunisienne et professeur universitaire à l'Institut supérieur de musique de Tunis.

## Biographie

### Formation
Elle obtient un diplôme de musique arabe en 1999, à l'issue de sept ans d'études à l'Institut supérieur de musique de Tunis, puis un DEA en histoire de la musique et de musicologie à l'université Paris-Sorbonne en 2003,. Le 26 juin 2012, elle soutient une thèse de doctorat en musique et musicologie dans la même université, sous la direction de Nicolas Meeùs.

### Parcours
Le parcours artistique de Chahrazed Helal débute en 1990 et s'illustre par sa présence lors de multiples festivals culturels en Tunisie, notamment lors du Festival international de Carthage, du Festival international d'Hammamet,, du Festival de la médina à Tunis,,, du Festival international de Nabeul, des Journées musicales de Carthage,, mais aussi au Centre des musiques arabes et méditerranéennes,.
Elle se produit également à l'étranger, notamment à l'opéra du Caire dans le cadre du Festival international de la musique arabe 1998, avec l'orchestre symphonique grec à Thessalonique en 2011, l'orchestre philharmonique de Hambourg et l'orchestre Les Méditerranéens, lors du Festival Voix de femmes 2014 à Tétouan ou encore lors de l'ouverture de la semaine culturelle de Tunisie dans le cadre de la manifestation « Constantine capitale arabe de la culture 2015 ».

## Discographie
La discographie de Chahrazed Helal se compose des titres suivants :
- 2010 : single Narou zadat ;
- 2011 : album Law Tensa ;
- 2012 : album live Tarabiyyat ;
- 2014 : single Ya Hmama ;
- 2015 : single Ash Mazel.

## Distinctions
En 2010, elle est la récipiendaire du prix d'interprétation au Festival international de la chanson arabe d'Alexandrie puis, en mai 2013, du prix de la meilleure interprétation féminine au Festival international de la chanson arabe.